# Kozhikode
Kozhikode (hist. Kalikat; malajalam കോഴിക്കോട്, trl. Kōḻikkōṭ; ang. Kozhikode, dawniej Calicut; hindi कोष़िक्कोड, trl. Koḻikkoḍ, trb. Kolikkod, dawniej कालीकट, trl. Kālīkaṭ, trb. Kalikat) – miasto w Indiach; trzecie co do wielkości miasto w stanie Kerala. Ludność: 801 190 (1991).
Miasto od ok. XIII w., jeszcze przed dopłynięciem do niego Europejczyków, było ważnym ośrodkiem handlu przyprawami, którym zajmowali się Arabowie i Chińczycy. Do Kalikatu dotarł Vasco da Gama podczas swojej pierwszej wyprawy do Indii w 1498, lądując na plaży 18 km od obecnego miasta.